# Leptopyrgota definienda
Leptopyrgota definienda är en tvåvingeart som beskrevs av Georges Bernardi 1992. Leptopyrgota definienda ingår i släktet Leptopyrgota och familjen Pyrgotidae. Inga underarter finns listade i Catalogue of Life.